# Вепринцева, Юлия Владимировна
Юлия Владимировна Вепринцева (род. 21 июня 1978) — российский государственный деятель. Член Совета Федерации России от исполнительного органа государственной власти Тульской области (2014—2016). Министр молодёжной политики Тульской области (2016—2019).

## Биография
Родилась 21 июня 1978 года в Туле. В 2000 году окончила Московский государственный университет культуры и искусств.
В 2000—2005 годах работала в «Лукойл» секретарём, менеджером спортивного клуба.
В 2005—2011 годах работала в партии «Единая Россия» специалистом центра партийной учебы. В 2012—2014 годах — глава регионального исполнительного комитета партии.
С 2011 года работала в администрации Тульской области.
С октября 2014 по сентябрь 2016 года — член Совета Федерации. Член комитета по социальной политике.
6 октября 2016 года новый губернатор Тульской области Алексей Дюмин назначил Вепринцеву на должность министра молодёжной политики региона. Вместо неё представителем Тульской области в Совете Федерации стал Дмитрий Савельев.
Покинула Правительство Тульской области в июне 2019 года.

## Награды
- Медаль ордена «За заслуги перед Отечеством» II степени.